# Ecuación de película delgada
En la física y la ingeniería, la ecuación de la película delgada es una ecuación en derivadas parciales que predice aproximadamente la evolución en el tiempo del espesor local dependiente de x e y h(x,y,t) de una película líquida (charco, gota plana de líquido) que se encuentra en una superficie plana que coincide con el plano xy. En la teoría de la lubricación en la mecánica de los fluidos, se supone que un cuerpo de líquido es una película delgada, es decir, considerablemente más delgada en una dirección cartesiana que en las dos direcciones ortogonales a esta. Ese es uno de los muchos problemas que pueden simplificarse si se pueden hacer algunas suposiciones sobre las escalas de longitud que son relevantes para el sistema físico.

## Definición
La forma más simple de una ecuación de película delgada bidimensional dice
{\displaystyle {\frac {\partial h}{\partial t}}=-{\frac {1}{3\mu }}\nabla \cdot \left(h^{3}\,\nabla \left(\gamma \,\nabla ^{2}h\right)\right)}
donde 
- μ es la viscosidad del fluido
- h(x,y,t) es el espesor de la película dependiente de la x, y y t y
- &gamma es la tensión interfacial entre la fase líquida y la gaseosa por encima de ella.
- El parámetro γ también puede ser una función de x e y, por lo que se ha dejado dentro de la diferenciación y no se ha incluido en el numerador del factor  -1/(3μ).

La ecuación puede modificarse de muchas maneras para adaptarse a diferentes situaciones y la más importante de ellas es la adición de una presión de desacoplamiento Π(h) en la ecuación, como en
{\displaystyle {\frac {\partial h}{\partial t}}=-{\frac {1}{3\mu }}\nabla \cdot \left(h^{3}\nabla \left(\gamma \,\nabla ^{2}h-\Pi (h)\right)\right)}
donde la función Π(h) tiene usualmente un valor muy pequeño para espesores h de película moderados-grandes  y crece muy rápidamente cuando h está muy cercano a cero.

## Propiedades
Desde la forma más simple de la ecuación, que no contiene el término Π(h), es fácil ver que una solución estática, y por lo tanto independiente del tiempo, es un paraboloide de revolución
{\displaystyle h(x,y)=A-B(x^{2}+y^{2})\,}
y esto es consistente con la forma observada experimentalmente en un casquete esférico mediante la técnica de caída de sésiles, ya que un casquete esférico bastante plano, es decir, que tiene poca altura, puede ser aproximado, con precisión de segundo orden, mediante un paraboloide. Sin embargo, esto no explica correctamente la circunferencia de la gota donde el valor de la función h(x,y) cae a cero y por debajo de cero, ya que una película física real de líquido no puede tener un espesor negativo. Esta es una de las razones por las que el término de la «presión de disociación» Π(h) es importante en la teoría.
Una posible forma realista del término presión de separación es
{\displaystyle \Pi (h)=B\left[\left({\frac {h_{*}}{h}}\right)^{n}-\left({\frac {h_{*}}{h}}\right)^{m}\right]}
donde B, h*, m y n son parámetros de la ecuación. Estas constantes y la tensión superficial {\displaystyle \gamma } pueden estar aproximadamente relacionados con el ángulo de contacto en el equilibrio líquido-sólido {\displaystyle \theta _{e}} a través de la ecuación
{\displaystyle B\approx {\frac {(m-1)(n-1)}{h_{*}(n-m)}}\gamma (1-\cos \theta _{e})}.
La ecuación de la película delgada puede ser usada para simular varios comportamientos de los líquidos, como la inestabilidad de los fingers en el flujo impulsado por la gravedad.
La falta de una derivada temporal de segundo orden en la ecuación de la película delgada es el resultado de la suposición del pequeño número de Reynold en su derivación, que permite ignorar los términos inerciales dependientes de la densidad del fluido {\displaystyle \rho }. Esto es algo similar a la situación con la ecuación de Washburn, que describe el flujo impulsado por la capilaridad de un líquido en un tubo delgado.